# Бомбардирская рота

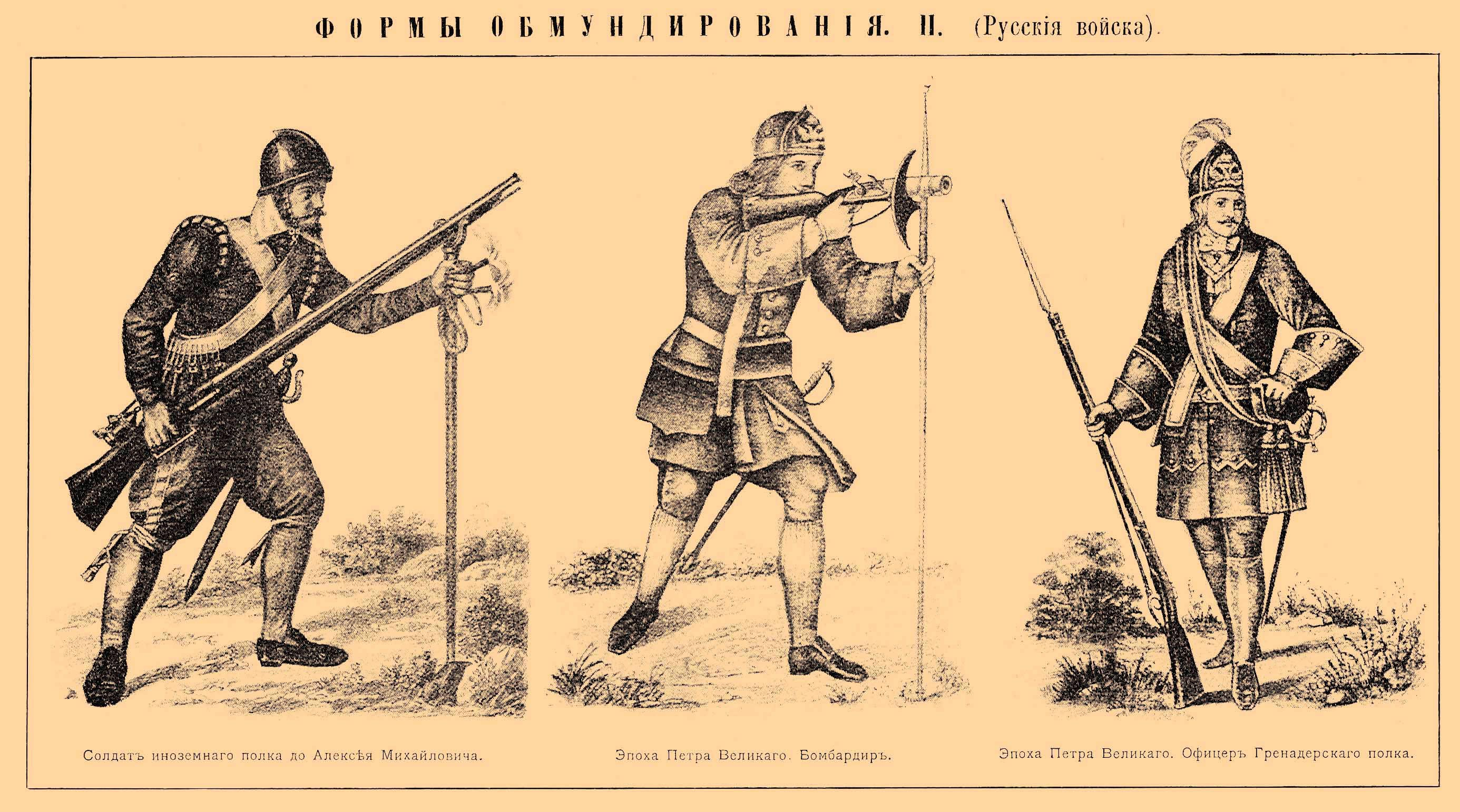
Формы обмундирования II. Русские войска. 1. Солдат иноземного полка до Алексея Михайловича. 2. Эпоха Петра Великого. Бомбардир. 3. Эпоха Петра Великого. Офицер гренадерского полка.

Бомбардирская рота — пешая артиллерийская рота, основанная Петром I, на основе которой позже была создана Российская регулярная и гвардейская артиллерия.
Имела наименования — Бомбардирская рота Преображенского полка или Лейб-Гвардейская бомбардирская рота. В старинных источниках встречается наименование — Бомбардирская компания. Петром I в бомбардирские и артиллерийские роты для защиты прислуги и пушек от атак неприятеля введены ручные мортирки. Они использовались как по прямому назначению, стрельба гранатами, так и для стрельбы дробью по неприятелю. 

## История
Возникновение бомбардирской роты связано с созданием потешных войск. К 1689 году кроме двух рот солдат действует и команда потешных пушкарей, которую в 1686 году (в 1682 году впервые назвал товарищей своих забав «бомбардирами» и составил им список) 14-летний Пётр завёл при своих «потешных». Огнестрельный мастер Фёдор Зоммер показывал царю гранатное и огнестрельное дело. Из Пушкарского приказа были доставлены 16 пушек. Для управления тяжёлыми орудиями царь взял из Конюшенного приказа охочих к военному делу взрослых служителей, которых одели в мундиры и определили потешными пушкарями.

У Ромодановского было четыре полка: лефортов, бутырский, преображенский (во главе которого шел бомбардир Петр Алексеев), семеновский и еще несколько рот разных войск.— Кожуховский поход, ЭСБЕ.
Бомбардирская рота учреждена Петром I в 1695 году (1694 году, 1697 году) перед первым Азовским походом в составе одного из «потешных полков» — Преображенского, причём Пётр I принял чин (звание) капитана, которое исполнял до принятия чина полковник Преображенского полка (в 1706 году). Вначале на вооружении роты состояло 6 мортир и 4 пушки. 
При второй осаде Азова в 1696 году рота состояла при флоте.
В 1700 году при осаде Нарвы 1-м капитаном роты состоял капитан Пётр Алексеевич, 2-м капитаном — Я. Гуммерт (перешёл к шведам и сообщил им дислокацию русской армии), поручиками — А. Д. Меншиков (будущий генерал-фельдмаршал и генералиссимус) и В. Д. Кормчин (будущий генерал-лейтенант). За теоретической подготовкой (обучением) бомбардиров в течение 20 лет наблюдал Г. Г. Скорняков-Писарев, возвратившись с Западной Европы в 1699 году со знанием немецкого языка и с значительными для того времени сведениями в математике, механике и инженерном искусстве.
В 1701 году для укомплектования бомбардирской роты были вызваны «люди всякого чина». В последние годы царствования Петра I в бомбардирской роте полагалось по штату два капитан-поручика (в ранге армейского майора), два подпоручика (в ранге армейского капитана), 6 сержантов, 4 каптенармуса, 24 бомбардира, 48 бомбардирских кадет, один живописец и один токарь; всего — 98 человек. Кроме того, при роте почти с самого её основания существовала школа для образования учеников, или кадет.

..., что единственный побег, бывший в 1706 г. в бомбардирской роте, был совершен молодым солдатом из страха, что «он потерял поручикову трость»; ....
В 1706 году во время тяжёлого отступления русской армии из Гродно рота не потеряла ни одного орудия, позже принимала участие в осаде Выборга.
В начале 1707 года лейб-гвардейская бомбардирской ротой под командованием Г. Г. Скорнякова-Писарева была послана с драгунскими полками из Острога в Быхов против К. Сеницкого.
В 1717 году Пётр разжаловал подполковника Мякишева «в Преображенский полк в бомбардирскую роту в солдаты для того, что он тот чин достал происком, а не службой».
Военнослужащие роты исполняли специальные поручения, так, капитан лейб-гвардии бомбардирской роты Г. Г. Скорняков-Писарев с 1721 года надзирал за работами по строительству первого обходного приладожского канала между Невой и Волховом (начало работ (хозяйственным способом) с 1719 года), как части Вышневолоцкой системы. В строительных работах были сделаны большие упущения, за которые Г. Г. Скорняков-Писарев был сослан в Сибирь, по другим источникам, разжалован в рядовые (позже прощён и восставлен в чине). 
Позже состав роты неоднократно менялся: сначала императрица Анна Иоанновна в 1731 году уменьшила число офицеров, оставив общее число военнослужащих без изменений, затем Пётр III отчислил роту из состава Преображенского полка (13 марта 1762 года), но уже Екатерина II вернула роте прежний вид и вернула его Преображенскому полку (5 июля 1762 года). 
Павел I опять отделил бомбардирскую роту от Преображенского полка в состав лейб-гвардии артиллерийского батальона (9 ноября 1796 года), из которого впоследствии образовались гвардейские артиллерийские бригады.